# Hugo I van Rethel
Hugo I van Rethel (circa 1040 - 28 december 1118) was van 1081 tot aan zijn dood graaf van Rethel. Hij behoorde tot het huis Rethel.

## Levensloop
Hugo I was de zoon van graaf Manasses III van Rethel uit diens huwelijk met Judith, wier afkomst onduidelijk is.
Na de dood van zijn vader in 1081 werd hij graaf van Rethel, wat hij bleef tot aan zijn dood in december 1118.
Hugo kwam in conflict met de monniken in zijn gebieden, omdat hij hun vazallen voor hem liet werken. Als gevolg werd hij in 1092 geëxcommuniceerd door Reinoud I du Bellay, de aartsbisschop van Reims. In 1094 onderwierp Hugo zich, waarna hij een allodium schonk aan de monniken van de Abdij van Sauve-Majeure.

## Huwelijk en nakomelingen
Hij was gehuwd met Melisende, dochter van heer Gwijde I van Montlhéry. Ze kregen volgende kinderen:
- Manasses (overleden rond 1115)
- Boudewijn II (overleden in 1131), graaf van Edessa en koning van Jeruzalem
- Gervaas (overleden in 1124), graaf van Rethel
- Mathilde (overleden in 1151), gravin van Rethel, huwde met burggraaf Odo van Vitry
- Hodierne, huwde eerst met heer Heribrand II van Hierges en daarna met Rogier van Salerno, regent over het vorstendom Antiochië
- Beatrix, huwde rond 1102 met vorst Leo I van Armenië